# Corda
Uma corda ou cabo (ou ainda, barbante, no caso de uma fina trança de fios) é um feixe de fibras ou arames trançados ou enrolados entre si, para permitir a tração de cargas, a fixação de objetos ou a segurança de pessoas durante a prática de esportes, como a escalada e o rapel, ou ainda em trabalhos em altura.
As cordas podem ser compostas de um único material ou uma associação de materiais, como fibras naturais (algodão, juta, sisal, linho, seda), sintéticas (nylon, polietileno, polipropileno, poliéster ou fibras de carbono) ou metálicas.
A bordo de uma embarcação, contudo, o termo corda é reservado para a corda do relógio, sendo as cordas existentes a bordo designadas exclusivamente como cabos.